# Složenina
Složenina (kompozitum) je v lingvistice lexém (slovo), který se skládá z nejméně dvou jiných lexémů (slov). Skládání (kompozice) je jeden ze způsobů tvoření slov – slovotvorby, a to vedle odvozování (derivace), zkracování (abreviace), slučování (univerbizace) a vytváření sousloví (multiverbizace).

## Skládání slov v češtině
V češtině se nejčastěji tvoří dvouslovné složeniny, a to především podstatná jména (slovotvorba) a přídavná jména (slovotvorný), méně často slovesa (blahořečit) a příslovce (širokoúhle).
Složeniny v češtině rozdělujeme[kdo?] na:[zdroj?]
- nepravé (spřežky)
- pravé

Vymezení a rozsah kompozice vlastní a nevlastní nejsou ve všech pojetích a u všech autorů shodné. V užším významu se za nevlastní kompozici chápe pouhé splynutí slov včetně zachování původního sledu z motivujícího syntaktického spojení, v širším významu také spojování slovotvorných základů bez formálních změn a bez spojovacího vokálu, přičemž se připouští změna pořadí komponentů. Ze synchronního hlediska je totiž přední člen shodný s příslušným tvarem slova z motivujícího syntagmatu (zemětřesení, liduprázdný) pouze alternativou k přednímu členu kompozit vlastních připojenému konektem (hvězdotřesení, vzduchoprázdný) a konekt i koncovka (gramatický morfém prvního členu) plní obdobnou delimitačně-spojující funkci.
Nevlastní skládání úplných slov nebo slovních tvarů bez konektu a s jejich pevným pořadím je také někdy označováno jako juxtapozice, tento pojem obecně v různých oborech označuje formy, v nichž chybí operátor, který se v nich typicky vyskytuje.

### Nepravé složeniny
Nepravé (neboli nevlastní) složeniny lze rozdělit na samostatná slova beze změny jejich podoby a zpravidla i beze změny významu: žáruvzdorný, chvályhodný; zvláštním druhem jsou tzv. příslovečné spřežky, tedy příslovce, vzniklá splynutím předložky se jménem: nahoru, dokonce, vtom.

### Pravé složeniny
Pravé (neboli vlastní) složeniny nelze rozdělit na jednotlivá slova.[zdroj?] První část složeniny nemůže existovat samostatně, někdy ani druhá část: vodoléčba, velkovýroba, vodoměr, dějepis. Jednotlivé výrazy mohou být spojeny spojovacím morfémem (interfixem), : vod-o-vod, osm-i-veslice, nebo jsou napojeny bezprostředně: dvoj-dobý.

## Vztah částí složeniny
Jednotlivá slova složeniny mají mezi sebou vztah jako větné členy, buď jsou tedy spojeny souřadně, nebo je jedna část podřazena druhé.[zdroj?] Při souřadném spojení převládá vztah slučovací (severozápad, sladkokyselý),[zdroj?] někdy jde o jiný vztah (česko-německý slovník, prusko-rakouská válka).
Při podřadném spojení jeden člen určuje členství druhého členu, např.:
- velkovýroba – velká výroba – přívlastek
- vodoměr – měří vodu – předmět
- horolezec – leze na hory – příslovečné určení místa

## Typy složenin
Milena Krobotová rozlišuje:
- složeniny nevlastní (spřežky), vzniklé pouhým spojením slovních tvarů: pravdě-podobný, země-koule
- složeniny vlastní, vzniklé spojením slovních základů (děje-pis, vodo-pád, tlako-měr, oka-mžik) nebo spojením alespoň jednoho slovního základu a jednoho slovního tvaru (samo-obsluha, malo-město, býlo-žravec). Vlastní složeniny se pak dělí na typy podle syntaktického vztahu a poměru spojení slov, která jsou předpokládaným základem složeniny, např.:
  - složeniny slučovací (leso-step, červeno-bílý)
  - složeniny predikační (listo-pad, Hrom-burác)
  - složeníny předmětové (vodo-vod)
  - složeniny doplňkové (samo-uk)
  - složeniny přívlastkové (velko-město)
  - aj.

Složeniny mohou být různých slovních druhů. Některé mohou vzniknout kombinovaným způsobem, tedy zároveň skládáním i odvozováním (dřevo/rub-ec, vodo/měr-ka).
Hybridní složeninou se rozumí složenina prvků různého původu: typicky slov domácích a přejatých, ale též například slov přejatých z různých jazyků (například jeden základ z latiny, druhý z řečtiny). Za skladebné prvky složeniny se v tomto případě považují nejen slovní základy, ale i předpony a přípony. Například slovo subdodávka nebo houslista kombinují cizí předponu nebo příponu s domácím základem, slovo houslista, slova autdoprava nebo vzduchotechnik kombinují základy různého původu. Ovšem míra zdomácnění přejatých cizích slov se pohybuje v celé škále a řada takto užitých slovník základů má již mezinárodní charakter, a tedy posuzování hybridnosti není jednoznačné.

## Typy skládání

### Determinace
Krobotová rozlišuje modifikační determinativa a mutační determinativa.
V modifikačních determinativech přední člen složeniny určuje, specifikuje, modifikuje druh objektu, jevu, děje nebo stavu označovaného členem druhým, přičemž základní členy mohou existovat i jako samostatná slova. Nejčastějšími spojovacími morfy jsou -o- (jazyk-o-věda), -i- (vlast-i-věda), -e- (moř-e-plavba), popřípadě spojovací morf chybí, resp. je použit nulový morf (stroj-mistr).
Přední člen může být
- adjektivní, přičemž druhý člen, substantivum, může být buď neodvozené (černo-zem), nebo odvozené ze substantiva (malo-rolník) nebo odvozený ze slovesa (novo-stavba)
- substantivní, přičemž druhý člen může být buď substantivum nedějové (vzducho-loď, sbor-mistr, ohňo-stroj, kovo-huť, železo-beton, koso-dřevina, silo-čára) nebo dějové (vlasti-věda, blaho-přání, moře-plavba, tělo-výchova)
- numerální (dvou-hlas, dvoj-tečka, prvočíslo, čtvrtohory, půlkruh, polovodič)
- pronominální (samo-chvála, své-pomoc, vše-lék)
- verbální (svíti-plyn, prši-plášť, ježi-baba)
- adverbiální (mnoho-člen, více-hlas, skoro-básník)

K modifikačním determinativům se řadí i tzv. složeniny hybridní, a s prvním členem řeckého původu, např. izo-, makro-, mikro-, mono- (jediný, popř. jeden): monočlánek a s členy, jež vznikly krácením původního internacionálního složeného slova na jeho první člen, který ve složenině vyjadřuje základní význam: auto-, elektro-, foto-, gramo-, moto-, radio-, stereo-, termo- aj.
Mutační determinativa mohou mít přední člen:
- adjektivní, se spojovacím morfem -o- (dobro-mysl, Modro-vous, krátko-stopka)
- numerální, nejčastěji zlomkové výrazy: čtvrt-litr, půl-hektar, půl-válec, čtvrt-tón)
- verbální, se spojovacím morfem -o- nebo -i- nebo nulovým (krat-o-chvíle, kaz-i-svět, lam-železo, nezna-boh, straš-pytel).

### Koordinace
Koordinační složeniny jsou spojení syntakticky nezávislých substantivních základů pomocí spojovacího morfu, např. lesostep, Turkotatar, Baltoslovan, lidoop, orlosup, kočkopes, jasanojavor, štěrkopísek, nosohltan, severovýchod, časoprostor, daktylotrochej, autojeřáb aj.

### Komplexní způsob kompozičně derivační
Podle povahy syntagmat se vydělují dvě kategorie mutačních determinativ:
- základem složeného pojmenování je verbální syntagma (pivovar, vojvoda, krupobití, dřevorubec)
- základem složeného pojmenování je atributivní syntagma (trojhran, nosorožec)

### Spřahování (juxtapozice)
Spřahováním (juxtapozicí) se vytvářejí spřežky:
- citátové (větné) spřežky: (budižkničemu, přetrhdílo, mouchysněztesimě)
- nevlastní spřežky: (pantáta, zemětřesení, hurávlastenec, generálmajor)